# Juan Orlando Hernández
Juan Orlando Hernández Alvarado (ur. 28 października 1968 w Gracias) – honduraski polityk, deputowany do Kongresu Narodowego od 1998 do 2014 i jego przewodniczący w latach 2010–2013, od 27 stycznia 2014 do 27 stycznia 2022 prezydent Hondurasu. Przewodniczący Partii Narodowej Hondurasu od 2009.

## Młodość i edukacja
Juan Orlando Hernández urodził się w 1968 w miejscowości Gracias, położonej w departamencie Lempira na zachodzie kraju. Jego rodzicami byli Juan Hernández Villanueva oraz Elvira Alvarado Castillo, przedstawiciele zamożnej rodziny wiejskiej. Edukację rozpoczynał w miejscowej szkole, by w 1983 podjąć naukę w liceum Liceo Militar del Norte w San Pedro Sula. Po matrykulacji, rozpoczął studia na Wydziale Nauk Prawnych i Społecznych uniwersytetu Universidad Nacional Autónoma de Honduras w Tegucigalpie. W latach 1988–1989 pełnił funkcję przewodniczącego stowarzyszenia studentów prawa na tej uczelni. Stopień licencjacki uzyskał w 1990. W tym samym roku poślubił poznaną w trakcie studiów Anę Rosalindę Garcíę, z którą doczekał się czworga potomstwa.
W 1995 uzyskał tytuł magistra administracji prawnej na State University of New York. Rozpoczął pracę adwokacką i notarialną. Podjął się również działalności biznesowej, zostając właścicielem plantacji kawy, sieci hoteli oraz spółek radiowo-telewizyjnych.

## Kariera polityczna
W latach 1990–1994 pracował jako asystent ds. prawnych wiceprzewodniczącego Kongresu Narodowego, Marco Augusto Hernándeza, który był jego bratem. W tym czasie związał się z Partią Narodową Hondurasu (PNH) i w 1993 zaangażował się w kampanię wyborczą jej kandydata na prezydenta, Roberto Martíneza Lozano, który jednakże wybory przegrał.
W 1997 został kandydatem w wyborach parlamentarnych, w wyniku których od 1998 do 2002 pełnił po raz pierwszy mandat deputowanego z departamentu Lempira. Mandat ponawiał trzykrotnie, zasiadając w kolejnych kadencjach parlamentu w latach 2002–2006, 2006–2010 oraz 2010–2014. W marcu 2009 zastąpił Porfirio Lobo Sosę, który uzyskał nominację partyjną do wyborów prezydenckich, na stanowisku przewodniczącego Partii Narodowej Hondurasu. Od 25 stycznia 2010 do 13 czerwca 2013 pełnił również funkcję przewodniczącego Kongresu Narodowego, z której zrezygnował w związku z własną kampanią wyborczą.
W prawyborach w listopadzie 2012 pokonał Ricardo Álvarez, burmistrza Tegucigalpy, stając się kandydatem PNH w wyborach prezydenckich w 2013. W czasie kampanii wyborczej zobowiązał się do stworzenia nowych programów socjalnych zapewniających większą pomoc materialną dla najbiedniejszych oraz lepszą jakość usług komunalnych. Zapowiadał zmiany w dziedzinie szkolnictwa, mające na celu zwiększenie poziomu powszechności edukacji, a także podejmowanie działań na rzecz walki z przestępczością, stanowiącą jedną z głównych problemów kraju. Proponował w tym celu powołanie specjalnych jednostek policji wojskowej.
W wyborach prezydenckich z 24 listopada 2013 zajął pierwsze miejsce, uzyskując 36,9% głosów poparcia. Jego główną rywalką była Xiomara Castro, małżonka byłego prezydenta Manuela Zelayi (obalonego w 2009 w wyniku zamachu stanu), która z wynikiem 28,8% głosów zajęła drugie miejsce.
Po zakończeniu głosowania zarówno Hernandez, jak i Castro ogłosili się zwycięzcami wyborów. Po ogłoszeniu wstępnych wyników wyborów, potwierdzających wygraną Hernandeza, jego konkurentka zarzuciła partii rządzącej masowe fałszerstwa wyborcze i odrzuciła ich rezultat, organizując w stolicy demonstracje swoich zwolenników. Władzom zarzuciła nieprawidłowości w spisach wyborców, obejmujących w sumie ponad 400 tysięcy osób, w tym przypadki umieszczania na nich osób zmarłych oraz przebywających za granicą.
3 grudnia 2013 komisja wyborcza, odpowiadając na skargę wyborczą Castro, zadecydowała o sprawdzeniu spisów wyborców. Jednocześnie obserwatorzy z Organizacji Państw Amerykańskich i Unii Europejskiej uznali wybory za przejrzyste. 12 grudnia 2013 zwycięstwo Hernandeza potwierdził Trybunał Wyborczy, który oficjalnie ogłosił go prezydentem elektem. 27 stycznia 2014 został oficjalnie zaprzysiężony na stanowisku na czteroletnią kadencję w czasie uroczystości na stadionie Estadio Tiburcio Carías Andino.
W kolejnych wyborach prezydenckich 26 listopada 2017 roku uzyskał reelekcję. 
27 stycznia 2022 roku na stanowisku prezydenta zastąpiła go Xiomara Castro z lewicowej partii Libertad y Refundación.